# Anarsia acaciae
Anarsia acaciae är en fjärilsart som beskrevs av Walsingham 1896. Anarsia acaciae ingår i släktet Anarsia och familjen stävmalar. Inga underarter finns listade i Catalogue of Life.